# 索雷德
索雷德（法語：Sorède，法語發音：[sɔʁɛd] ⓘ）是法国东比利牛斯省的一个市镇，属于塞雷区。

## 地理
索雷德（42°31'50"N, 2°57'24"E）面积34.54 平方千米，位于法国奧克西塔尼大區东比利牛斯省，该省份为法国大陆部分最南部的省份，涵盖了北加泰罗尼亚，北起奥德省，西接阿列日省和安道尔，南与西班牙接壤，东临地中海。
与索雷德接壤的市镇（或旧市镇、城区）包括：拉洪克拉、埃斯波利亚、滨海阿热莱斯、阿尔贝拉地区拉罗克、圣安德烈、帕洛代勒维德尔。

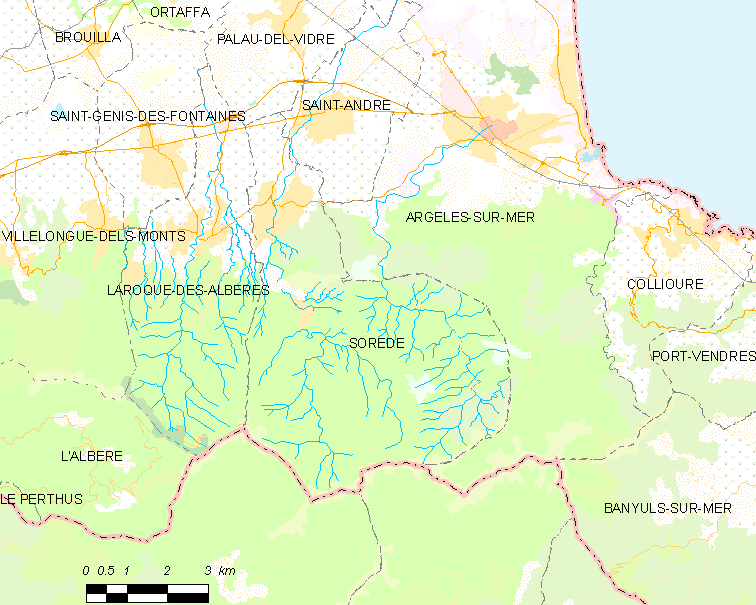
索雷德的OSM定位图

索雷德的时区为UTC+01:00、UTC+02:00（夏令时）。

## 行政
索雷德的邮政编码为66690，INSEE市镇编码为66196。

## 政治
索雷德所属的省级选区为瓦莱斯皮尔-阿尔贝拉县。

## 人口

1962-2008年间索雷德人口变化图示

索雷德于2022年1月1日时的人口数量为3500人。